# Chromis viridis
Chromis viridis és una espècie de peix de la família dels pomacèntrids i de l'ordre dels perciformes que es troba des del Mar Roig fins a les Illes de la Línia, les Tuamotu, les Illes Ryukyu i Nova Caledònia.
Els mascles poden assolir els 8 cm de longitud total.